# Guise
Guise (in het Nederlands soms nog: Wieze) is een gemeente in het Franse departement Aisne (regio Hauts-de-France). De plaats maakt deel uit van het arrondissement Vervins en is gelegen aan de Oise. Guise telde op 1 januari 2022 4.510 inwoners.
In een ver verleden had het dorp een Vlaams klinkende naam; in de 12e eeuw werd Wisia (Wieze) geschreven; de huidige naam is daarvan een Franse fonetische nabootsing.

## Bezienswaardigheden
- De burcht (Kasteel van Guise) van de hertogen van Guise werd erg beschadigd tijdens de Eerste Wereldoorlog. Een van de bekendste hertogen was Hendrik I van Guise. De moord op hem is een belangrijke gebeurtenis in de Franse geschiedenis van de 16e eeuw en staat bekend onder de naam 'l'assassinat du duc de Guise'. De moord gebeurde in opdracht van de Franse koning Hendrik III die in hertog Hendrik een rivaal voor de troon zag. Op 23 december 1588 werd Hendrik de Guise doodgestoken door de koninklijke lijfwacht in het kasteel van Blois waar Hendrik III de Staten-Generaal had bijeengeroepen.
- Guise is internationaal bekend geworden door de Familistère, opgericht door de Franse industrieel Jean-Baptiste André Godin. Het idee voor de bouw van de Familistère vond Godin bij de Phalanstère van de Franse utopist Charles Fourier. In het midden van de 19e eeuw startte Godin te Guise een bedrijfje voor de productie van gietijzeren kachels en fornuizen dat al snel uitgroeide tot een fabriek met op zeker ogenblik 2500 werknemers. Voor zijn personeel voorzag Godin, in overeenstemming met de ideeën van Charles Fourier, in voor die tijd moderne en luxueuze woningen (appartementen eigenlijk). Ze bevinden zich in de Familistère, een groot bouwwerk, gelegen in een lus van de Oise. De schikking van het gebouw doet denken aan het kasteel van Versailles, wat haar bijnaam van 'palais social' meteen verklaart. Het bestaat uit een centraal paviljoen met twee zijvleugels. Voorts zorgde hij voor gratis en verplicht onderwijs in zijn eigen school, een apart staand gebouw met een zwembad en een grote ruimte waar de was gedaan werd, een kinderoppas, een theater, een winkelcomplex ('economaat' genoemd), een ontspanningsruimte, groene ruimtes... Godin, die zelf ook inwoonde, benadrukte inzonderheid de principes van de hygiëne en de collectiviteit. Hij wilde zijn personeel vooral 'les équivalents de la richesse' bieden; ruimte, verse luchtcirculatie, warmte, voldoende lichtinval, drinkbaar water, hygiëne, scholing, opvoeding en vorming, sociale bescherming ... Vrij vlug werden nog twee andere wooneenheden bijgebouwd, wat verklaard wordt door de hoge vlucht die de fabriek nam. Zodoende vonden ongeveer 2000 mensen hier een behoorlijke woonst.

De fabriek, die op de andere oever van de Oise ligt, is tot op heden nog steeds in bedrijf, zij het op kleinere schaal. Ze staat volledig los van de Familistère. De twee zijvleugels van de Familistère zijn nog steeds bewoond. Het ganse complex is ondertussen beschermd als monument en kan bezocht worden.

## Geografie
De oppervlakte van Guise bedroeg op 1 januari 2022 16,13 vierkante kilometer; de bevolkingsdichtheid was toen 279,6 inwoners per km².
De onderstaande kaart toont de ligging van Guise met de belangrijkste infrastructuur en aangrenzende gemeenten.

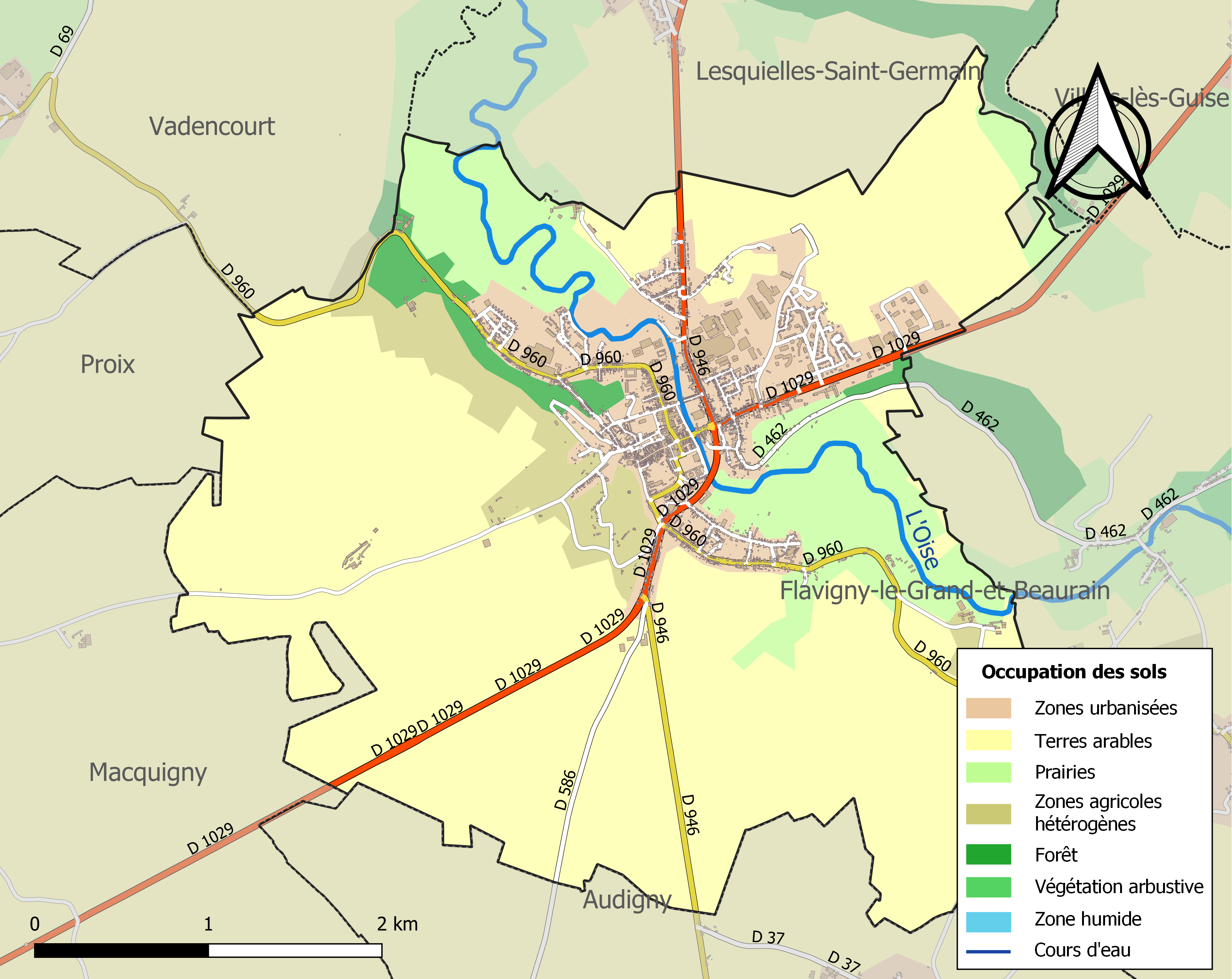

## Demografie
Onderstaande figuur toont het verloop van het inwonertal (bron: INSEE-tellingen).
Vanwege een beveiligingsprobleem met de MediaWiki Graph-software is het momenteel niet mogelijk deze grafiek weer te geven. Zodra de software is bijgewerkt zal de grafiek vanzelf weer zichtbaar worden.

## Afbeeldingen

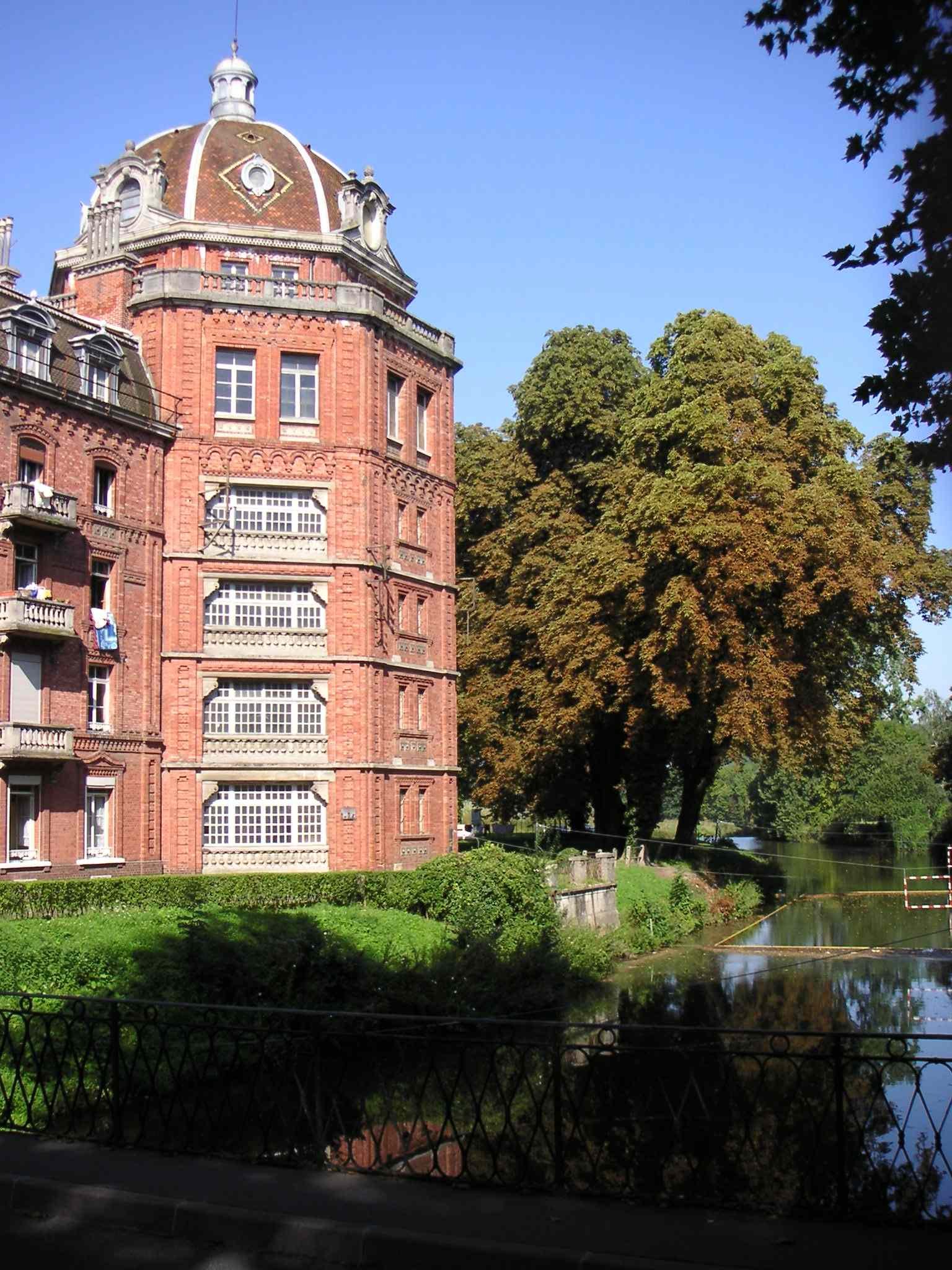
Hoektoren van de linkervleugel van de Familistère
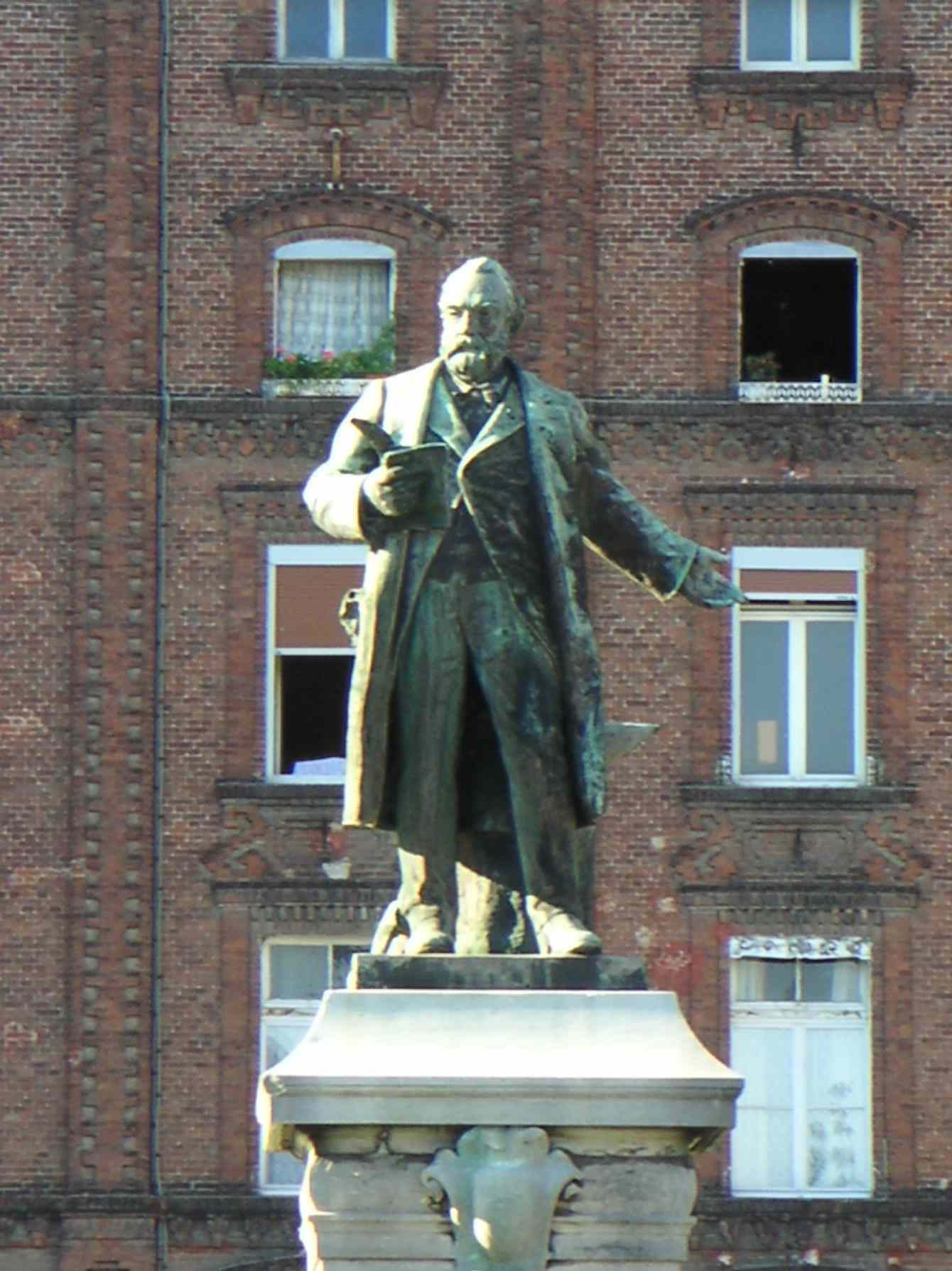
Standbeeld van Jean Baptiste André Godin voor het centrale gebouw van de Familistère
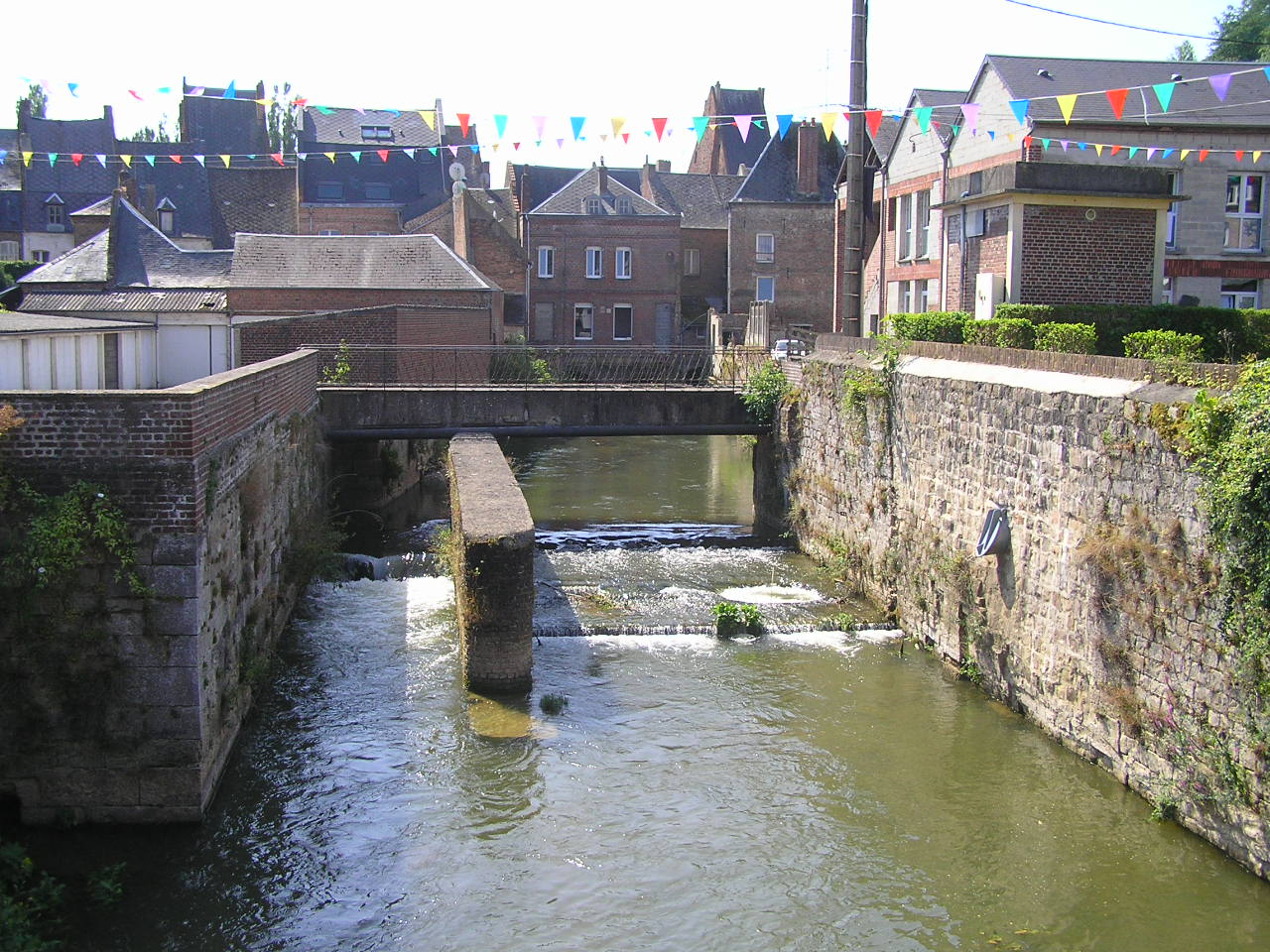
De Oise in Guise

## Geboren in Guise
- Camille Desmoulins (1760-1794), revolutionair, journalist en schrijver